# Eberg
Eberg, pseudonimo di Einar Tönsberg (Reykjavík, 6 febbraio 1973), è un musicista e cantante islandese.

## Biografia
Nell'agosto 2003 pubblica il suo album di debutto Plastic Lions che contiene suoni elettronici dallo stile definito dream-pop. Il disco è inizialmente pubblicato in 50 copie "artigianali" vendute a 15 sterline.
Plastic Lions viene poi distribuito in Islanda dalla casa discografica Bad Taste e in seguito nel luglio 2004 dalla Rotator nel Regno Unito.
In Gran Bretagna l'album Plastic Lions e il singolo di debutto omonimo vengono accolti calorosamente per il sound dai toni sognanti e giovanili.
Il secondo album di Eberg, pubblicato nel 2006, è Voff Voff che contiene arrangiamenti acustici ed elettronici più organizzati tanto che molte delle canzoni dell'album scalano le classifiche nel Regno Unito e in Islanda.
Eberg ha dichiarato che ha scelto per l'album il titolo Voff Voff (che si riferisce all'abbaiare dei cani) perché è solito riprodurre il verso del cane in pubblico soprattutto se ha bevuto troppo.
L'album contiene le umoristiche Love Your Bum e Inside Your Head, la quale è la canzone più popolare di Eberg.
Inside Your Head ha raggiunto un certo successo internazionale perché compare nella colonna sonora del telefilm The O.C. nel sesto episodio della quarta stagione, I problemi di Summer. Il brano raggiunge la sesta posizione nella classifica di iTunes U.S. electronic section.
Per produrre la sua musica Eberg ha utilizzato uno strumento da lui ideato chiamato "Eharp" costruito utilizzando parti di un violino e una stampella per cappotti.
Dopo Inside Your Head, con i singoli Twinkle Tune e I'm Moving to Wales, Eberg conquista la scena elettronica degli Stati Uniti e anche del resto del mondo. I'm Moving to Wales raggiunge la posizione #31 nella classifica mondiale di iTunes.
Il 25 dicembre 2009 esce il terzo album di Eberg, Antidote. L'album è uscito solo in formato digitale su iTunes.

## Discografia

### Plastic Lions (2004)
1. I Cannot Ask You to Live In a Flat
2. Smoker In a Film
3. Plastic Lions
4. Stupid Happy Song
5. Songle Drop From Sea
6. Shuffukaka
7. The Small Hours
8. Frozen Lake
9. Dreamchild
10. Analogue Brain

### Voff Voff (2006)
1. Love Your Bum
2. My Min
3. I'm Moving to Wales
4. Inside Your Head
5. Dirk and Sabine
6. The Twinkle Tune
7. Sober in June
8. Fun Anyway
9. Place Between Now and Then

### Antidote (2009)
1. Antidote - 5:17
2. Been Thinking of You - (5:02)
3. The Right Thing to Do - 4:15
4. Reykjavik - 4:38
5. No Need to Worry - 3:21
6. One Step at the Time - 3:32
7. The Boy Likes Them Both - 4:06
8. February Sky - 3:46
9. Your Kindness Is Cruel - 5:49
10. More Than Less Now - 2:50
11. Daybreak - 4:16